# Bayerische Staatszeitung
Die Bayerische Staatszeitung und der ihr beiliegende Bayerische Staatsanzeiger sind eine regionale Wochenzeitung des Verlages Bayerische Staatszeitung GmbH.

## Entstehung und Konzeption
Sie wurde 1912 als staatlich finanzierte Zeitung gegründet, die erste Ausgabe erschien zum 31. Dezember 1912. Bereits am 5. Januar 1913 verabschiedete der Verband bayerischer Zeitungsverleger in Nürnberg eine Resolution gegen das Erscheinen der Bayerischen Staatszeitung, die aufgrund der staatlichen Finanzierung die Existenz zahlreicher kleiner Verlage gefährde. Nach Ansicht des Verbandes verhinderten die künstlich niedrig gehaltenen Anzeigenpreise und Zwangsabonnements und die staatliche redaktionelle Mitwirkung einen fairen Wettbewerb, kritisiert wurde zudem die beispiellose Verbindung von Staatszeitung und Staatsanzeiger, die so in keinem anderen deutschen Bundesstaat üblich war.
1934 stellte die Bayerische Staatszeitung ihr Erscheinen ein. Ab 1950 erschien sie wieder. Sie erscheint auf Grundlage eines Vertrages zwischen dem Freistaat Bayern und den Verlagen Süddeutscher Verlag und Münchner Zeitungsverlag aus dem Jahr 1955. Die verkaufte Auflage beträgt ca. 17.000 Exemplare.
Die Bayerische Staatszeitung berichtet über Politik, Wirtschaft, Kommunales und Kultur aus und in Bayern. Sie spiegelt die politische, kulturelle und wirtschaftliche Landschaft im Freistaat Bayern durch eigene redaktionelle Beiträge und Beiträge von Fremdautoren wider. Die Beilage Bayerische Staatsanzeiger dient als Amtsblatt der öffentlichen Verwaltung aller Ebenen (amtliche Verlautbarungen, Bauausschreibungen etc.).
Die Bayerische Staatszeitung erscheint freitags. Zielgruppe sind Entscheidungsträger auf allen Ebenen der Politik, der öffentlichen Verwaltung, der Bildungsträger sowie der Wirtschaft.
Mit der Staatsanzeiger eServices GmbH unterhält die Verlag Bayerische Staatszeitung GmbH ein Tochterunternehmen, das digitalen Service und Dienstleistungen rund um öffentliche Ausschreibung und Vergabe anbietet. Hierneben gibt die Verlag Bayerische Staatszeitung GmbH regelmäßig Bücher heraus und ist seit dem Jahr 2010 mit der Herstellung und dem Vertrieb des Bayerischen Gesetz- und Verordnungsblatt beauftragt.

## Beilagen
Ab 1950 erschienen unterschiedliche regelmäßige redaktionelle Beilagen. Derzeit erscheinen:
- Bayerischer Staatsanzeiger
- Unser Bayern
- Einsichten & Perspektiven (Fremdbeilage)
- Bauen in Bayern